# Vanderhorstia nobilis
Vanderhorstia nobilis es una especie de peces de la familia de los Gobiidae en el orden de los Perciformes.

## Hábitat
Es un pez de Mar y, de clima tropical y demersal que vive entre 5-25 m de profundidad.

## Distribución geográfica
Se encuentra en las Filipinas e Indonesia. 

## Observaciones
Es inofensivo para los humanos. 